# Stellaria gyirongensis
Stellaria gyirongensis är en nejlikväxtart som beskrevs av Li Hua Zhou. Stellaria gyirongensis ingår i släktet stjärnblommor, och familjen nejlikväxter. Inga underarter finns listade i Catalogue of Life.